# Kot Morski (herb szlachecki)
Kot Morski – polski herb szlachecki, nie posiadający zawołania. Kot Morski jest jednym z 47 herbów adoptowanych przez bojarów litewskich na mocy unii horodelskiej z 1413 roku.
Spośród najbardziej znanych rodów pieczętujących się herbem Kot Morski, należy wymienić Swarczyńskich.
Kota Morskiego używał też Adam Kotowski.

## Opis herbu

### Opis historyczny
Kasper Niesiecki blazonuje herb następująco:

Kot morski powinien być wspięty nogami przednimi do góry, siedzący, ogon po między nogi zwiniony, żółtym pasem przepasany według Długosza szary, według Paprockiego biały, jedni go głową w lewą tarczy obracają, drudzy w prawą, pole powinno być czerwone, na hełmie trzy pióra strusie.

### Opis współczesny
Opis skonstruowany współcześnie brzmi następująco:
Na tarczy w polu czerwonym kot srebrny siedzący, z ogonem między tylnymi łapami, z przednimi łapami uniesionymi i ze złotą przepaską wpół.
W klejnocie trzy pióra strusie.
Labry herbowe czerwone, podbite srebrem.

## Geneza

### Najwcześniejsze wzmianki i ewolucja wizerunku
W wyniku unii horodelskiej w 1413 przeniesiony na Litwę. Nieznany herbowny przypuścił wówczas do herbu Wojsznara Wilkolewicza. Rok 1413 jest rokiem pierwszego przedstawienia sfragistycznego, jak i pierwszej wzmianki pisemnej (Akta Unii Polski z Litwą, str. 54, nr 49).
Nie są znane średniowieczne przedstawienia tego herbu. Najwcześniejsze źródła pochodzą z XVI wieku i ukazują godło herbu jako małpkę kotawca. Nazywano tak małe małpki, które marynarze zabierali na statek, zapewne w celach rozrywkowych. Przepaska, czy raczej obroża, miała oddawać fakt, że chodzi o zwierzę udomowione. W Słowniku polszczyzny XVI wieku znajdziemy informację, że określenie kotka morska mogło oznaczać małpę z rodziny makakowatych (koczkodanowatych).
Herbarz Arsenalski (ok. 1535-55) podaje całe godło srebrne, zaś pole czerwone. Barwa ta, jako barwa pola, jest niezmienna we wszystkich źródłach, od XVI po XX wiek. Figura w Herbarzu Arsenalskim przypomina bardziej małpkę niż kota. 
Przekazy z XVI wieku nie zgadzają się co do barw godła. Stemmata Polonica (ok. 1540) ukazują całe godło złote. Herbarzyk Ambrożego z Nysy (1562) podaje zwierzę czarne, z pasem srebrnym. Według Klejnotów w redakcji Erazma Kamyna (1575) zwierzę ma być kroczące, srebrne, z przepaską złotą. 
Bartosz Paprocki w Herbach... (1584) zamieszcza już zwierzę bardziej podobne do kota, szare, mimo że w Gnieździe cnoty (1578) tynktura zwierzęcia to srebro. Od publikacji Paprockiego zwierzę w herbie, mimo iż nadal opisywane jako kot morski, rysowane jest jako zwykły kot domowy. Znamiennym jest, że wraz ze zmianą wizerunku zmianie uległa też nazwa herbu – herbarze piszą teraz po prostu Kot. Błąd, który popełnił rytownik Paprockiego przy wycinaniu wzorów herbów na kostkach do druku, a w wyniku którego wiele herbów wydrukowano w lustrzanym odbiciu, dotknął również herbu Kot Morski. Kolejne herbarze będą ten błąd powielały.
Rysunki z kotem zwróconym w lewo zamieszczają następcy Paprockiego: Szymon Okolski (Orbis poloni, 1642), Wojciech Wijuk Kojałowicz (Compendium, 1650), Antoni Swach (Herby polskie..., 1705) i Kasper Niesiecki (Herbarz polski, 1728-44). U Niesieckiego i Swacha herb wzbogacił się o klejnot, tj. trzy pióra strusie. Wizerunek nie zmienia się w Heraldyce rosyjskiej Aleksandra Łakiera (1855). W takiej też postaci herb zamieszcza Juliusz Karol Ostrowski w Księdze herbowej rodów polskich z 1897, z tym że koryguje kierunek godła na prawidłowy, tj. prawy.
Zbigniew Leszczyc w Herbach szlachty polskiej i Chrząński w swych Tablicach odmian podają kota zwróconego w lewo, czarnego. Leszczyc dodatkowo podaje labry – czerwone, podbite srebrem, co jest błędem, ponieważ w herbie w wersji Leszczyca brak srebra.
Opracowania współczesne, jak Herbarz polski od średniowiecza do XX wieku Tadeusza Gajla, przyjmują najstarszą – srebrną barwę godła i jego prawidłowy, prawy kierunek. Godłem tym jest jednak nie małpa, ale kot. Tadeusz Gajl zamieszcza także rysunek z kotem zastąpionym małpką, dając labry i klejnot jak w wersjach z kotem. Jest to anachronizm, ponieważ najstarsze przekazy stylizujące godło na małpę nie mówią nic o klejnocie i labrach – strusie pióra pojawiły się dopiero u Niesieckiego. Gajl dokonał tu przywrócenia pierwotnego godła i połączył je z nowszymi: klejnotem i labrami.

### Etymologia
Nazwa herbu ma charakter obrazowy, nawiązuje do pierwotnego godła, tj. małpki kotawca, zwanej kotem morskim.

### Pochodzenie herbu
Pochodzenie herbu nie jest jasne. Niesiecki pisze, że herb ten z Włoch albo zkąd inąd do nas przyniesiony, uzasadniając kierunek włoski faktem, że kot był spotykany na rzymskich chorągwiach. Bardziej prawdopodobne jest, że herb trafił do nas z Niemiec. Pierwotne godło herbu, czyli małpka, było dość popularne na Zachodzie, zwłaszcza w krajach morskich, jak Portugalia, Hiszpania, Anglia i Niderlandy. W przedstawieniach często jest przepasana obrożą. Występuje m.in. w herbach rodów Fitz-Gerald (jako klejnot i trzymacze) i Ketzel (siedząca, w lewo, trzymająca jabłko, jako godło i klejnot). W Prusach według Siebmachera od wielu stuleci znana była natomiast rodzina von Meerkatz (Merkatz), która w godle miała małpkę kotawca trzymającą jabłko.

## Herbowni

### Lista Tadeusza Gajla
Lista herbownych w artykule sporządzona została na podstawie wiarygodnych źródeł, zwłaszcza klasycznych i współczesnych herbarzy. Należy jednak zwrócić uwagę na częste zjawisko przypisywania rodom szlacheckim niewłaściwych herbów, szczególnie nasilone w czasie legitymacji szlachectwa przed zaborczymi heroldiami, co zostało następnie utrwalone w wydawanych kolejno herbarzach. Identyczność nazwiska nie musi oznaczać przynależności do danego rodu herbowego. Przynależność taką mogą bezspornie ustalić wyłącznie badania genealogiczne.
Pełna lista herbownych nie jest dziś możliwa do odtworzenia, także ze względu na zniszczenie i zaginięcie wielu akt i dokumentów w czasie II wojny światowej (m.in. w czasie powstania warszawskiego w 1944 spłonęło ponad 90% zasobu Archiwum Głównego w Warszawie, gdzie przechowywana była większość dokumentów staropolskich). Lista nazwisk znajdująca się w artykule pochodzi z Herbarza polskiego, Tadeusza Gajla (14 nazwisk). Występowanie na liście nazwiska nie musi oznaczać, że konkretna rodzina pieczętowała się herbem Kot Morski. Często te same nazwiska są własnością wielu rodzin reprezentujących wszystkie stany dawnej Rzeczypospolitej, tj. chłopów, mieszczan, szlachtę. Jest to jednakże dotychczas najpełniejsza lista herbownych, uzupełniana ciągle przez autora przy kolejnych wydaniach Herbarza. Tadeusz Gajl wymienia następujące nazwiska uprawnionych do używania herbu Kot Morski:
|  | Korzun, Kot, Kotelnicki, Kotłubaj, Swarczyński, Swarożyński, Wajsznor, Wilkolewicz, Wiłkolowicz, Wirkolowicz, Wojsnar, Wojsznar, Wojszwiłło, Wołkolewicz. Tadeusz Gajl, Herbarz Polski |

Mimo że autorzy herbarzy po Długoszu twierdzili, iż za ich czasów używało się herbu Cattus marinus, nie da się wskazać średniowiecznego polskiego rodu czy klanu herbowego, który posługiwałby się tym godłem. Wynika to m.in. z faktu, że nie wiadomo, kto z polskich panów adoptował Wojsznara. Wijuk Kojałowicz w Compendium twierdzi, że potomkowie tego litewskiego bojara żyli za jego czasów w województwie mińskim i powiecie oszmiańskim. Zaliczał się do nich zapewne duchowny Kazimierz Woysznarowicz, żyjący w XVII wieku.
Swarczyńscy, pierwotnie herbu Sas, prawdopodobnie przejęli Kota od Swarożyńskich, z racji podobieństwa nazwisk.
Utworzenie poprawnej listy herbownych komplikuje fakt, że na pieczęciach członków wymienionych rodów brakuje rysunku jednoznacznie przedstawiającego kota czy kotawca. Władysław Semkowicz twierdzi, że na pieczęci Wojsznara jest po prostu Lewart. Wymienia też pieczęć Gotarda z Dolska (Dulska), łowczego dobrzyńskiego, z 25 stycznia 1434, z czworonożnym, wspiętym zwierzęciem o długim ogonie. Wprawdzie Tadeusz Gajl przypisuje Dulskim odmianę Gryzimy z jednym lisem, ale podobieństwo godeł każe przypuszczać, że być może pierwotnie używali oni Kota. Podobną do używanej przez Gotarda pieczęć miał Janusz z Sokołowa, ale Piekosiński i o tej pieczęci mówi, że prawdopodobnie przedstawia Lewarta.

### Pozostałe nazwiska
Kolejne źródła dodają jeszcze kilka nazwisk; Dolski – Dulski, Korzon, Lipski, Wierkolowicz, Wojsznarowicz. Brakuje wśród tych rodzin przedstawicieli jakiegoś średniowiecznego rodu czy klanu.
Herbem Kot Morski z odmianą (Korzun) pieczętowała się tatarska rodzina Korzunów (Korzónów). Inna rodzina tatarskiego pochodzenia – Kotłubaje – mieli zarzucić swój herb własny (Kotłubaj) i po unii lubelskiej używać podstawowej wersji herbu Kot (w 1835 mieli się z niego wykazać przed deputacją wileńską). Była też rodzina ormiańska Kotłubaj (jej protoplasta Sinan miał w 1398 własnym kosztem zbudować kościół św. Mikołaja w Kamieńcu Podolskim). Według Ludwika Korwina nie ma jednak pewności, czy, podobnie jak rodzina tatarska, używali oni herbu Kot.
Warto wspomnieć o nazwisku Kotowski, które otrzymał Adam Kot w 1659, wraz ze szwedzką nobilitacją, od króla Jana Kazimierza. Jego herb, zachowany na dwóch płaskorzeźbach w kaplicy kościoła o.o. Dominikanów w Warszawie, przedstawiał wspiętego kota w koronie (korona występuje tylko na jednej z płaskorzeźb). Głowa kota jednak przypomina tu bardziej małpią. Nazwisko Kotowski nie figuruje na liście herbownych u Heymowskiego, ani innych autorów przytaczanych wcześniej herbarzy, gdyż formalnie Adam Kot otrzymał szlachectwo szwedzkie, nie polskie. Ponadto, korona i brak przepaski w jego herbie sugerowałaby raczej udostojnioną odmianę, a nie właściwy herb Kot Morski.

## Odmiany
| Odmiany herbu Kot Morski |